# Lamparina (canção)
"Lamparina" é uma canção da cantora brasileira Fernanda Brum, lançada em 14 de janeiro de 2025, como parte do álbum "Milagre", que reflete momentos desafiadores vivenciados por Fernanda Brum e sua família, especialmente o diagnóstico de leucemia de seu esposo, Emerson Pinheiro.

## Composição
A música é uma interpretação da Parábola das Dez Virgens.
| “ | «Então o reino dos céus será semelhante a dez virgens que, tomando as suas lâmpadas, saíram ao encontro do noivo. Cinco dentre elas eram néscias, e cinco prudentes. As néscias, tomando as suas lâmpadas, não levaram azeite consigo; mas as prudentes levaram azeite em suas vasilhas juntamente com as lâmpadas. Tardando o noivo, toscanejaram todas e adormeceram. Mas à meia-noite ouviu-se um grito: Eis o noivo! saí ao seu encontro. Então se levantaram todas aquelas virgens e prepararam as suas lâmpadas. Disseram as néscias às prudentes: Dai-nos do vosso azeite, porque as nossas lâmpadas estão-se apagando. Porém as prudentes responderam: Talvez não haja bastante para nós e para vós; ide antes aos que o vendem e comprai-o para vós. Enquanto foram comprá-lo, veio o noivo; as que estavam apercebidas, entraram com ele para as bodas e fechou-se a porta. Depois vieram as outras virgens e disseram: Senhor, Senhor, abre-nos a porta. Mas ele respondeu: Em verdade vos digo que não vos conheço. Portanto vigiai, porque não sabeis nem o dia nem a hora.» (Mateus 25:1–13) | ” |

A canção foi composta por Fernanda Brum e Dedy Coutinho, enquanto a Fernanda no avião, ela anotou o tema e a mensagem da canção e deu para o Dedy Coutinho compôr.
Em seu Instagram ela escreve: 
“Lamparina” é mais do que uma música; é um clamor ao Noivo. Um convite para reacendermos a chama do amor e da comunhão com Deus, mesmo diante das dificuldades e incertezas da vida.

Assim como as virgens prudentes da parábola, somos chamados a manter nossa lamparina acesa e nosso coração vigilante, porque temos uma certeza: o Noivo vem! E precisamos estar prontos para encontrá-Lo.

## Lista de faixas
| Streaming e download digital |                        |                               |         |  |
| N.º                          | Título                 | Compositor(es)                | Duração |  |
| 1.                           | "Lamparina"            | Fernanda Brum e Dedy Coutinho | 4:09    |  |
| 2.                           | "Lamparina - Playback" | Brum e Coutinho               | 4:09    |  |

## Desempenho Comercial
O clipe estreou com quase 60 mil visualizações, ganhando força com o tempo, e em 10 dias a canção marcou 500 mil visualizações no YouTube, em menos de 2 meses o clipe da canção ultrapassa 1 milhão de visualizações.

### Tabelas semanais
| Tabela musical (2025) | Melhor posição |
| --------------------- | -------------- |
| Super Gospel (Top 20) | 8              |

## Videoclipe
"Lamparina" recebeu um vídeoclipe no dia 15 de janeiro de 2025, o clipe já consta com 1 milhão visualizações no YouTube.